# Пештич, Николай Петрович
Николай Петрович Пештич (1853, Харьковская губерния — ?) — русский ветеринарный врач и публицист.

## Биография
Православный. Из дворян Харьковской губернии.
Родился в Харьковской губернии, где окончил сначала местную гимназию, а затем поступил в ветеринарный университет, из которого в начале 1870-х годов перешёл в ветеринарный институт при Императорской военно-медицинской академии и окончил его в 1877 году. В июле 1871 года, ещё в Харькове, находился под следствием в связи с подозрением в участии в тайном обществе и распространении революционной литературы, но в 1873 году это дело было прекращено. Год спустя вновь оказался под следствием по тому же обвинению; дело было прекращено в 1876 году, но полицейский надзор за Пештичем был отменён лишь в 1891 году.
В Санкт-Петербургском губернском земстве организовал ветеринарную часть и ввёл в действие меру убивания чумного скота. В течение 19 лет состоял земским ветеринарным врачом в Санкт-Петербургском уезде, а потом в самой столице. Принимал деятельное участие во всех реформах по ветеринарной части. С 1898 года был поставлен во главе ветеринарной части Министерства внутренних дел в качестве заведующего этой частью, а в 1901 году, когда было учреждено Ветеринарное управление, был назначен начальником последнего. В 1903 году вышел в отставку.
Был первым ветеринаром, поставленным во главе ветеринарной части в России; до него такие должности занимались медиками или чиновниками. Поместил в журнале «Здоровье» (1881—1882 годы) статьи по ветеринарно-общественным вопросам: «Мясной вопрос в СПб.», «Транспортирование гуртового скота» и «Страхование скота в СПб. губ.». В 1886 году в «Архиве Ветеринарных Наук» появилось его исследование: «Условия распространения и прекращения чумной эпизоотии в СПб. губернии». С 1889 до 1898 года вёл основанный по его инициативе журнал «Вестник Общественной Ветеринарии», в котором поместил множество статей. В начале XX века состоял постоянным сотрудником еженедельного журнала «Ветеринарный Врач», а также работал в «Санкт-Петербургском Земском Вестнике». В начале 1906 года крестьянским союзом правового порядка была издана брошюра П.: «Крестьяне в Государственной Думе», а фирмой Ильина — «Карта народностей в России по переписи 1897 г.».
Был председателем Санкт-Петербургского отдела и членом Главного совета Всероссийского национального союза.
Дата его смерти не установлена.